# The Lovely Bones

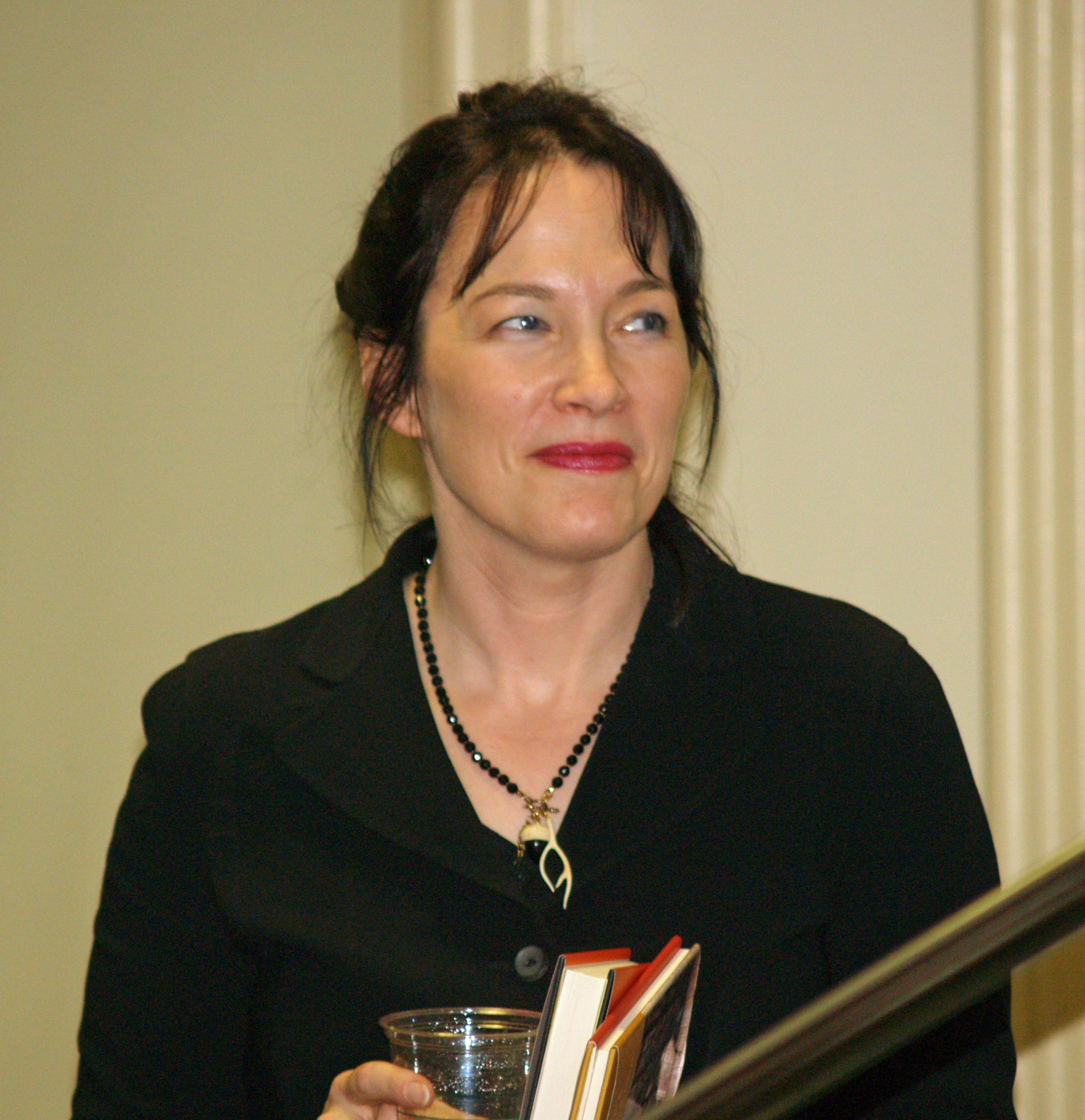
Alice Sebold

The Lovely Bones (lançado no Brasil como Uma vida interrompida: memórias de um anjo assassinado, e em Portugal como Visto do Céu) é um romance de 2002 da escritora americana Alice Sebold. Conta a história de uma adolescente que, após ser estuprada e assassinada, passa a assistir, do paraíso, sua família e seus amigos seguirem com suas vidas, enquanto ela tem que lidar com sua própria morte. O romance recebeu boas críticas, e se tornou instantaneamente um best-seller.
Uma adaptação cinematográfica do romance, dirigida pelo neozelandês Peter Jackson - que comprou pessoalmente os direitos do livro - foi lançada no início de 2010.